# Aeropuerto de Points North
El Aeropuerto de Points North (del inglés: Points North Landing Airport) (IATA: YNL, OACI: CYNL) está ubicado adyacente a Points North Landing, Saskatchewan, Canadá. Este aeropuerto es también referido como "Points Nowhere" que en español significa "apunta a nada."

## Aerolíneas y destinos
- Transwest Air
  - La Ronge / Aeropuerto de La Ronge
  - Prince Albert / Aeropuerto de Prince Albert
  - Saskatoon / Aeropuerto Internacional de Saskatoon John G. Diefenbaker
  - Regina / Aeropuerto Internacional de Regina
- West Wind Aviation
  -  Pronto Airways
  - Baker Lake / Aeropuerto de Baker Lake
  - La Ronge / Aeropuerto de La Ronge
  - Prince Albert / Aeropuerto de Prince Albert
  - Rankin Inlet / Aeropuerto de Rankin Inlet
  - Saskatoon / Aeropuerto Internacional de Saskatoon John G. Diefenbaker
  - Stony Rapids / Aeropuerto de Stony Rapids
  - Uranium City / Aeropuerto de Uranium City
  - Wollaston Lake / Aeropuerto de Wollaston Lake